# Ротт-ам-Інн
Ротт-ам-Інн (нім. Rott am Inn) — громада в Німеччині, розташована в землі Баварія. Підпорядковується адміністративному округу Верхня Баварія. Входить до складу району Розенгайм. Центр об'єднання громад Ротт-ам-Інн.
Площа — 19,57 км2. Населення становить 4117 ос. (станом на 31 грудня 2020).

## Галерея

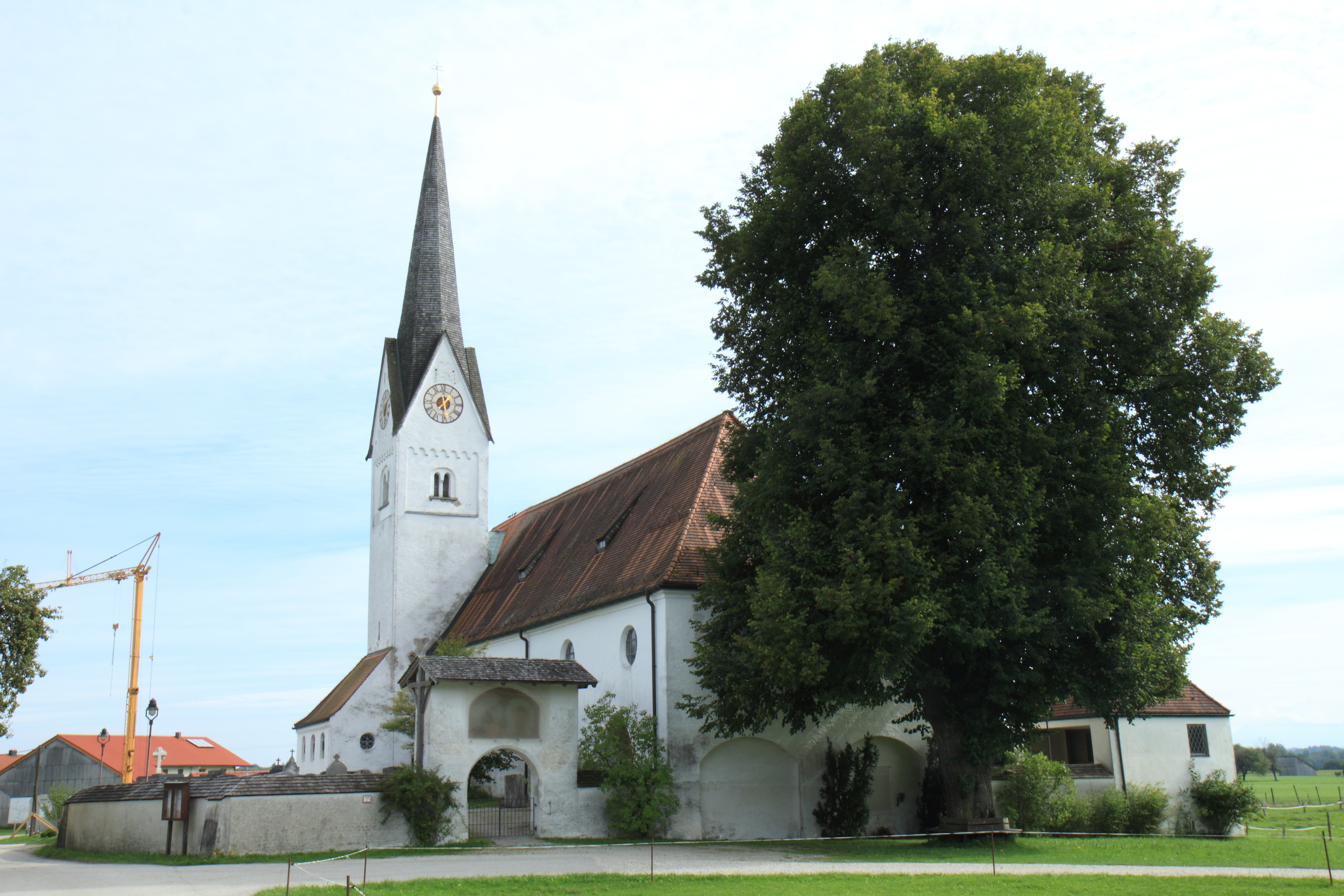
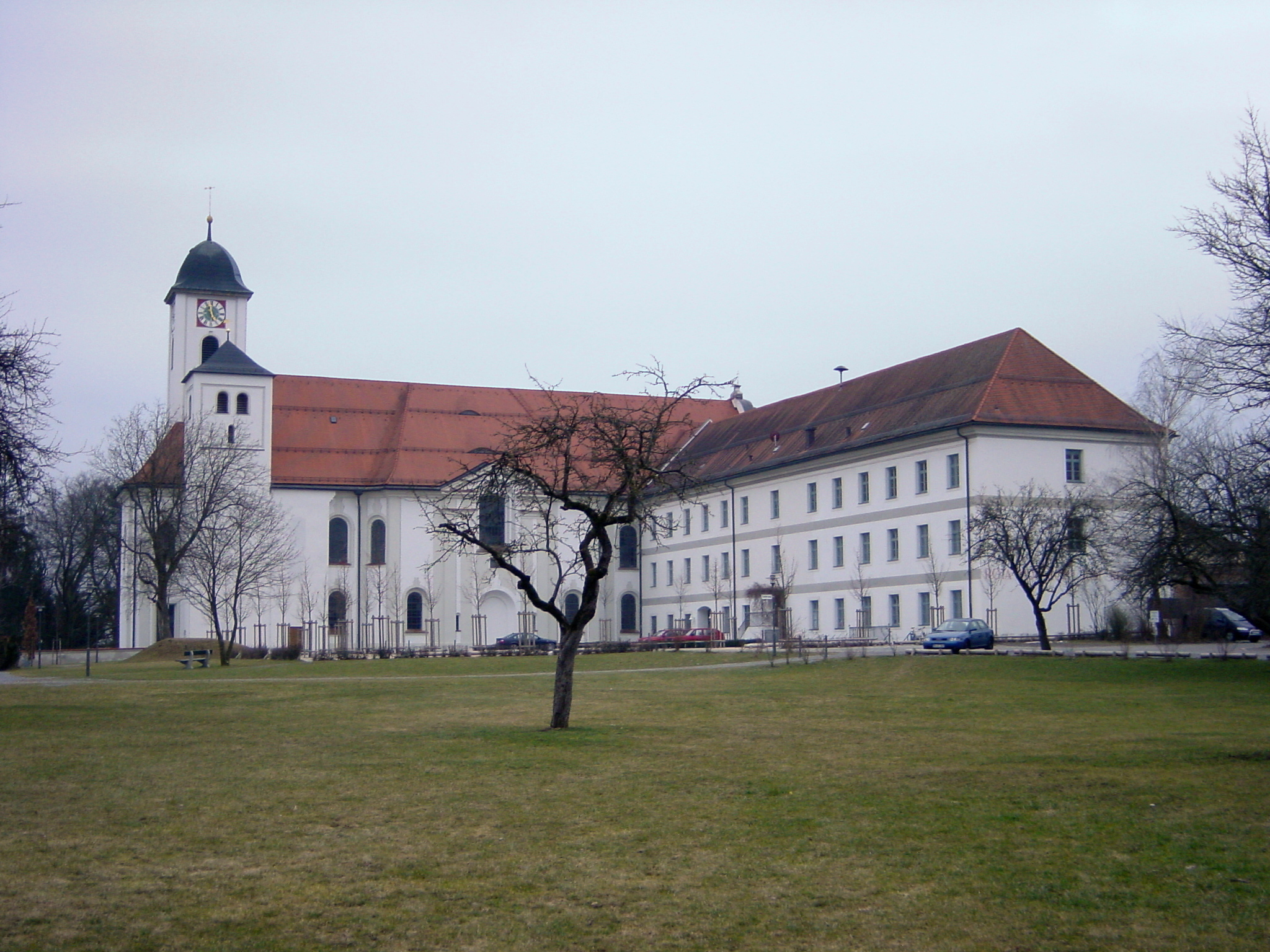